# Moartea lui Michael Jackson
Moartea cântărețului american Michael Jackson a avut loc la 25 iunie 2009 ca urmare a unei intoxicații cu propofol după ce a suferit de insuficiență respiratorie la locuința sa din North Carolwood Drive, în vecinătatea Holmby Hills din Los Angeles. Medicul său personal, Conrad Murray, a declarat că l-a găsit pe Jackson în camera sa, fără a respira, dar cu un puls slab.

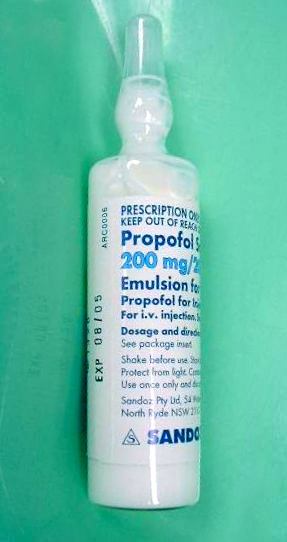
Cauza morții lui Michael Jackson a fost propofolul.

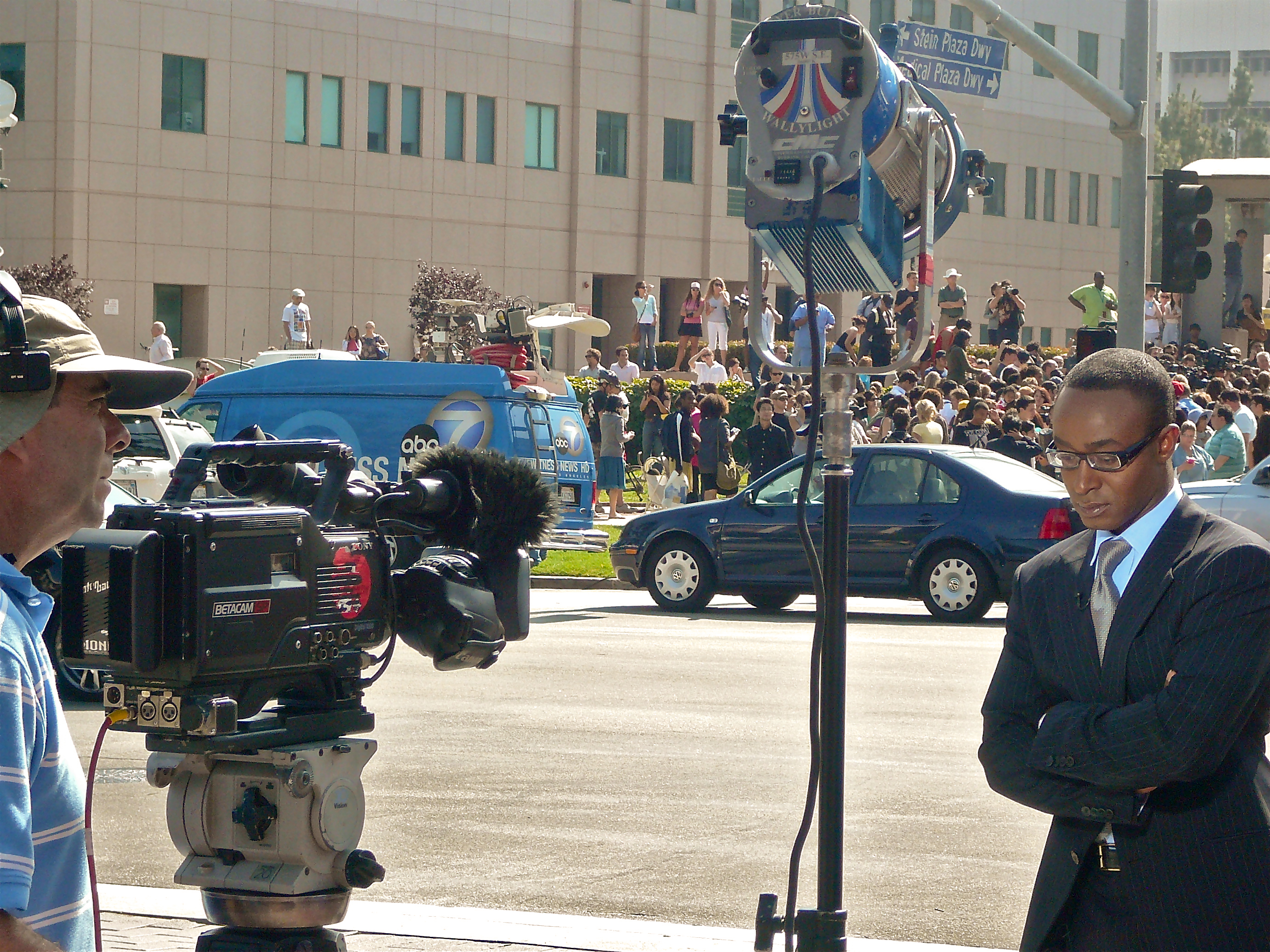
Reporterul montaj știri a fost un american pentru un reportaj special despre moartea lui Michael Jackson.